# Brass Rock 1
Brass Rock 1 is het enige muziekalbum van de Britse band Heaven. Heaven mocht het album opnemen na twee optredens op het Isle of Wight Festival van 1969 en 1970. De muziek komt overeen met de muziek van de eerste albums van Blood, Sweat & Tears, vooral de zangstem lijkt van David Clayton Thomas. De gitaarstem lijkt daarentegen meer op die van Terry Kath van Chicago. Na een album was het alweer afgelopen met de band; het album verkocht te weinig.

## Musici
- Terry Scott – zang, gitaar, piano
- Eddie Harnett – zang, gitaar
- John James Gordon – basgitaar
- Vic Glover – slagwerk
- Dave Gautley – trompet
- Butch Hudson – trompet
- Ray King – saxofoons
- Derek Sommerville – saxofoons
- Dave Horler – trombone, piano

## Composities
1. Things I should’ve been
2. This time tomorrow
3. Never say die
4. Come back
5. Song for chaos
6. Morning coffee (a theme to a film)
7. Number one (last request)
8. Nummer two (down at the mission)
9. Dawning
10. Got to get away